# FC Spaeri
FC Spaeri (ge. საფეხბურთო კლუბი სპაერი) – gruziński klub piłkarski mający swoją siedzibę w Tbilisi. Występuje w Erownuli Liga 2, II najwyższym szczeblu piłkarskim w Gruzji.

## Historia
FC Spaeri został założony 1 marca 2017 przez pięciu pracowników Specjalnej Służby Ochrony Państwa. W sezonie 2017 wygrali Ligę Tbilisi. W sezonie 2018 przystąpili do rozgrywek Regionuli Liga. W sezonie 2019 wygrali Liga 4 i awansowali do Liga 3. W sezonie 2021 zwyciężyli w niej i awansowali do Erownuli Liga 2. W sezonach 2022 i 2023 zajęli w niej kolejno drugie i trzecie miejsce co dało im prawo do gry w barażach. W 2022 przegrali w nich z FC Gagra (0:2; 3:1 k. 4:5), a w 2023 ulegli SK Telawi (1:1; 0:4). W 2024 wygrali Puchar Gruzji, w finale pokonując Dinamo Tbilisi (2:2 k. 5:4). Dało im to prawo gry w eliminacjach do Ligi Konferencji.

## Stadion
FC Spaeri rozgrywa swoje mecze na Stadionie Spaeri.

## Skład
Stan na 6 marca 2025
| Nr | Poz. | Piłkarz              |
| -- | ---- | -------------------- |
| 1  | BR   | Buchuti Putkaradze   |
| 2  | OB   | Giorgi Pirtachia     |
| 5  | PO   | Temur Calugelaszwili |
| 6  | PO   | Cotne Chotaliszwili  |
| 7  | NA   | Saba Gegiadze        |
| 8  | PO   | Saba Maisuradze      |
| 9  | NA   | Giorgi Cechcladze    |
| 10 | PO   | Lewan Kobachidze     |
| 11 | NA   | Giorgi Cechcladze    |
| 12 | PO   | Lewan Barabadze      |
| 13 | PO   | Giorgi Magaldadze    |
| 14 | OB   | Giga Samcharadze     |
| 17 | PO   | Saba Dżintcharadze   |
| 19 | OB   | Tornike Tamazaszwili |
| 20 | OB   | Nikoloz Kentchadze   |

| Nr | Poz. | Piłkarz              |
| -- | ---- | -------------------- |
| 21 | PO   | Irakli Argwliani     |
| 22 | OB   | Nika Czagunawa       |
| 23 | BR   | Nikoloz Chomakhidze  |
| 24 | PO   | Zurab Golubiani      |
| 27 | BR   | Luka Czachnaszwili   |
| 29 | PO   | Luka Zunturowi       |
| 30 | NA   | Zakaria Basilaszwili |
| 31 | OB   | Giorgi Bunturi       |
|    | OB   | Siyanda Mathenjwa    |
|    | PO   | Giga Curcumia        |
|    | PO   | Dawit Dunamaliani    |
|    | PO   | Papuna Poniawa       |
|    | NA   | Beka Chojanaszwili   |
|    | NA   | Cyrille Tchamba      |

## Sukcesy
- Puchar Gruzji (1x): 2024
- Liga 3 (1x): 2021
- Liga 4 (1x): 2019

## Europejskie puchary
Legenda do wszystkich tabel:
- Q – runda eliminacyjna, 1/16, 1/8, 1/4, 1/2 – odpowiednia faza rozgrywek, Grupa – runda grupowa, 1r gr – pierwsza runda grupowa, 2r gr – druga runda grupowa, F – finał, R – runda, PO – play-off
- k. – rzuty karne, los. – losowanie, Dogr. – dogrywka, w. – zasada bramek strzelonych na wyjeździe

| Sezon   | Rozgrywki        | Runda | Klub           | Dom | Wyjazd | Ogólnie |
| ------- | ---------------- | ----- | -------------- | --- | ------ | ------- |
| 2025/26 | Liga Konferencji | 2Q    | Austria Wiedeń | 0–5 | 0–2    | 0–7     |